# Отроч
Отроч (пол. Otrocz) — древнее село в Польше, расположенное в Яновском повете Люблинского воеводства. Находится в 60 км к югу от Люблина, в 20 км к северо-востоку от Янув-Любельски, в 10 км к западу от Туробина и в 7 км от гмины Хшанув.

## История
Село было основано в X веке княгиней Ольгой для защиты западных границ Руси. Позже земли были переданы Ольгой своему сыну в подарок. Она выделила ему землю в горах Яновского уезда, на хребте Люблинских гор на территории рубежа между Холмщиной и современным Яновским поветом Люблинского воеводства. Ольга дала сыну дружину и слуг для защиты киевских владений от поляков, и новое поселение в честь любимого отрока назвала Отрочем. Крестьяне-переселенцы были взяты как с Карпат (большая часть), так и из-под Белой Церкви. (В пользу этого варианта легенды говорит то, что к началу XX века процент православных в Отроче составлял около 100 %). Новое поселение было выдвинуто далеко на запад в ляшские земли в роли аванпоста княжеских владений Ольги.
В километре от Отроча была расположена княжеская усадьба на берегу лесного озера, сохранившегося до настоящего времени под названием «Ксенже езеро» — «Княжье озеро». В полукилометре от него с юга на север тянется широкий овраг — «Широкий Выкып», вдоль правого берега которого тянется хребет Лысой горы, поворачивающий у южной оконечности оврага на восток. Здесь кончается лес и начинается поле. В ельнике, окружающем озеро, до сих пор сохранились следы бывшего поля — "загоны’ с довольно хорошо сохранившимися бороздами. Такие же загоны проступают и на Лысой горе, где растут огромные вековые сосны, березы и буки. Из этого можно заключить, что на Лысой Горе и на Прыкыпках было поле. Возможно, что и само село было где-то возле Княжьего Озера, о чём смутно говорится в преданиях.

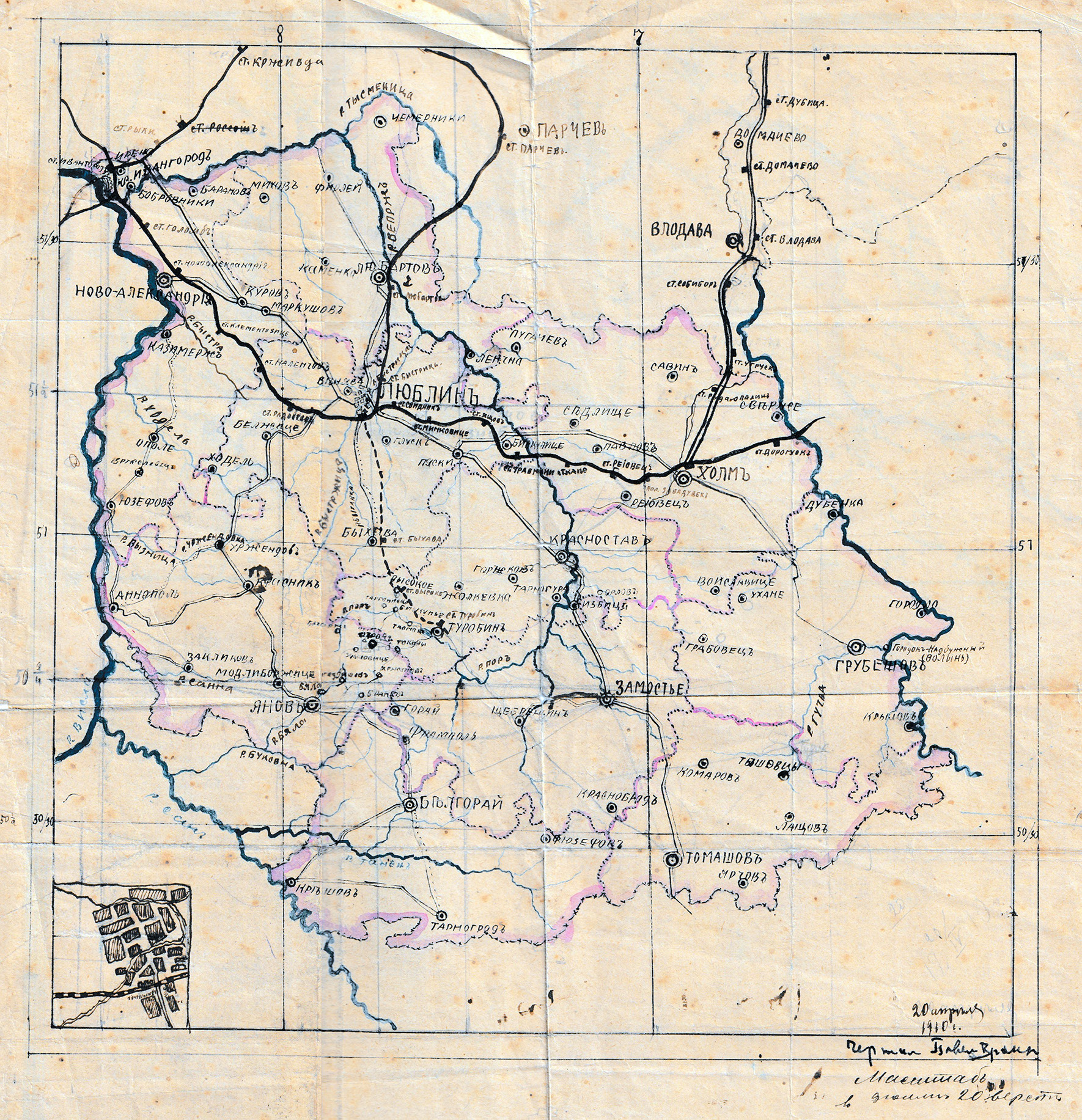
Село Отроч на карте. Рис. Павла Вроны.

Ранее в этих местах кроме княжеской усадьбы был православный монастырь. Но со временем оба здания были уничтожены: от усадьбы осталось только Княжье озеро, а на месте монастыря в 1873 на деньги российской власти была построена православная церковь, превращенная в XX веке в костёл. В 1875 году Отрочский приход, состоявший из 15 деревень, перешёл из унии в православие.
Холмщину и Люблинщину в IX—XIII веках населяли бужане-волыняне или дулебы, древляне и белые хорваты, а также поляки по правому берегу реки Вислы. В IX веке княгиня Ольга закрепила за Киевской Русью землю Древлянскую, то есть Волынь. Волыняне и бужане населяли бывшие Холмский, Томашовский, Грубешовский, часть Красноставского и Замостьского уездов. Холмщина и русские земли в Люблинщине были пограничной зоной между восточным, то есть русским, и западным — польским славянством.
В половине XIII столетия Отроч входил в пределы «Люблинской земли», на границе «Холмской земли», проходившей через д. Токары (3 км от Отроча) и по северной опушке Ордынацкого леса графа Замойского (3 км к северу от Отроча).
Язык отрочаков не похож ни на польский, ни на украинский, ни на белорусский. Это особый, «отрочский» — «отроцкый» язык со звуком «йы» — мягкое «ы», не встречающимся ни в одном из окружающих Отроч языков. Отрочаки и не украинцы, и не поляки. Сами отрочаки называют себя русскими, русскими называют их и поляки, а галяки Белгорайского уезда — «русинами».
Отроч имеет свои песни, какие не встречаются ни у поляков, ни у украинцев, напевы их оригинальные и по своему характеру очень древние. В них упоминается Лель, встречаются такие древнеславянские слова как «кметь», «струмень», «скеля» и другие, исчезнувшие в других восточнославянских языках.
Определить происхождение отрочаков трудно, так как нет никаких исторических документов. Что это не русины и не бужане — бесспорно.

По склонам Карпат в IX веке жили белохорваты. Все данные свидетельствуют о том, что белохорваты и являются предками отрочаков, что там, на северных склонах Карпат, и находится их прародина.

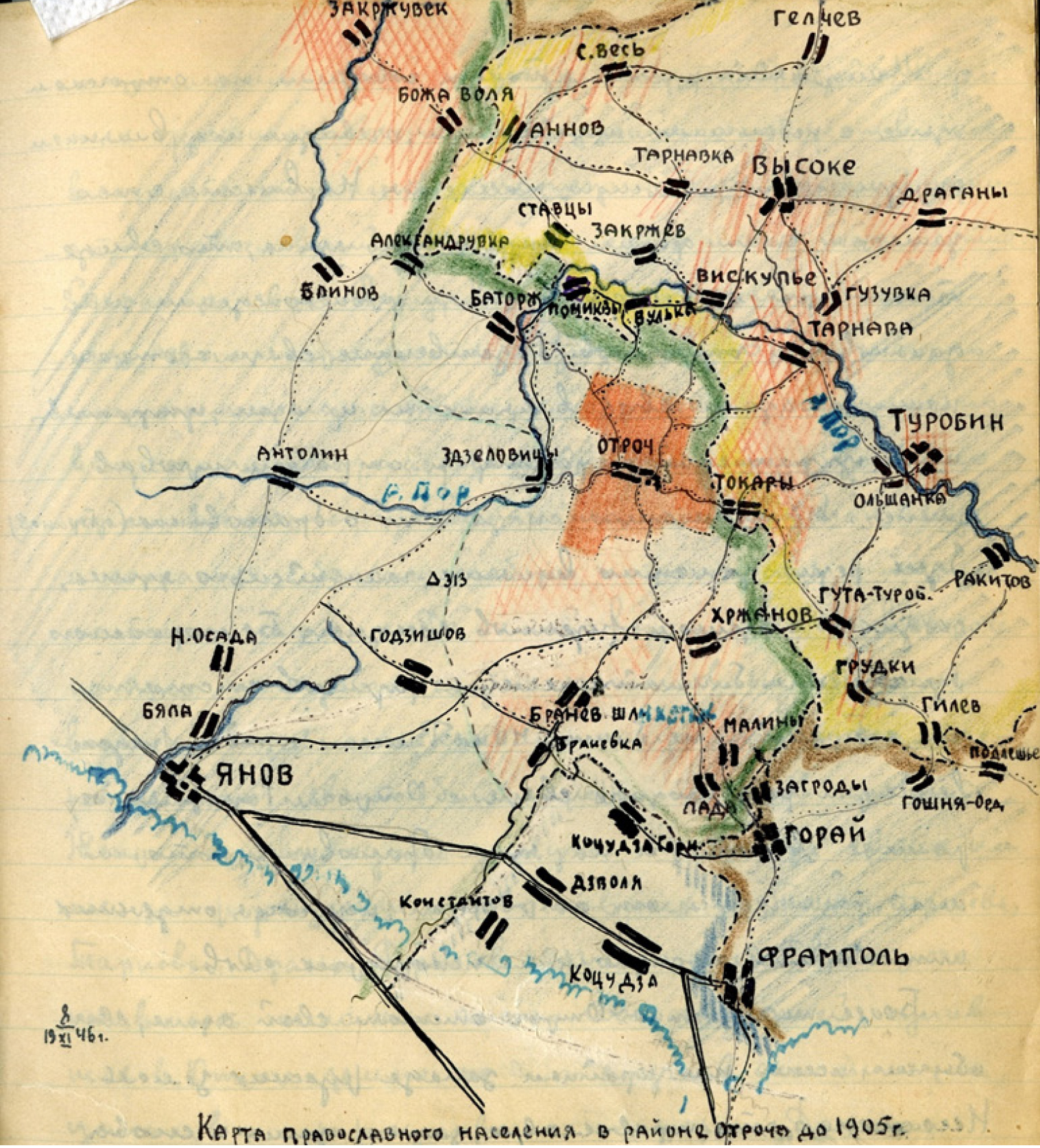
Карта православного населения. Составлено Павлом Вроной.

Целое тысячелетие село Отроч населяло исключительно русское население. Сами жители села (отрочаки) всегда называли себя «русскими». Несмотря на то, что окружавшие села были преимущественно населены поляками католического вероисповедания, Отроч вплоть до начала XX века сохранил на 100 % русское и православное население. И только во время Первой Мировой войны, когда многие жители вынуждены были временно уехать из родного села на восток (в Казанскую губернию), пустующие дома стали захватывать поляки из соседних сел.
Это было первое переселение жителей Отроча в Россию. Вернувшиеся в 1921—1922 году назад отрочаки вынуждены были мириться с непрошенными новыми жителями. Во время Второй Мировой войны (1939—1945 года) жители Отроча боролись как с польскими солдатами, так и с немецко-фашистскими захватчиками. Было организовано партизанское подполье. Многие жители Отроча прятали у себя и в лесах бежавших из немецкого плена бойцов Красной Армии. Осенью 1942 года фашисты сумели арестовать многих организаторов партизанского подполья (в частности, лидера партизан Осипа Врону) и расстреляли их. Теперь на месте гибели героев имеются памятные могилы.
После окончания Второй Мировой войны жители села Отроч не захотели оставаться в составе Польши, так как польские власти начали усиленно полонизировать население. Жители Отроча обратились к Советскому Правительству с просьбой предоставить им на территории СССР нового места для поселения. Просьба эта была удовлетворена, и практически все село переселилось на территорию Западной Украины. Однако и там стали возникать конфликты с местным населением. Поэтому часть отрочаков отправилась вновь в Казанскую область, часть переехала в юго-восточные районы Украины (Одесская область, Николаевская область, Крым).
Уникальность села Отроч заключается в том, что его жители смогли сохранить язык, обычаи, обряды, песни, фольклор, одежду свою, древнерусскую со времён первых русских князей.

## География
Отроч утопает в садах, чего нет в окрестных польских селах. Расположенный на двух параллельно вытянувшихся с запада на восток холмах, закрытый со всех сторон холмами, Отроч не виден взору до тех пор, пока к нему не подойдешь.
С запада и севера его огибает лес, вплотную подходящий с востока к самому селу; на западе сосновый бор расположен от села всего в полукилометре, а на севере — не далее полутора-двух километров. На востоке сосновый лес спускается с пологой горы почти к самому селу, отделяясь от него только дорогой. Это — Дичак (Дьывчак). Рядом с ним Туробинская гора, откуда открывается как с птичьего полета вид на село. Туробинская гора заросла кустами огромного можжевельника, среди которого вьется, огибая крутизну, дорога. Справа от дороги, если идти из села, находится неглубокий овраг, поросший сосняком. По оврагу стёжка, сокращающая путь в село. Двумя полосами зелени тянется Отроч с запада к подножию Туробинской горы.
Между двумя «порядками» строений, в долине проходит сельская улица, расположено два больших пруда — единственные водохранилища Отроча. В западной части Отроча, «за селом», находится третий пруд. Два колодца, глубиною в 18-20 саженей снабжают село питьевой водой. Высшие точки Отроча — Туробинская гора, Шубова и Лавникова горы и Лысая гора. Эти горы высотой не менее 350—400 метров над уровнем моря. Наивысшая точка находится правее дороги в Люблин, в двух километрах от Отроча на северо-востоке, так называемая «Волчья Яма», являющаяся продолжением Лавниковой горы, или же, вернее, Дивчака.
Главный хребет отрочских гор начинается от восточной оконечности села цепью двух гор — Шубы и Лавника, на север и в полутора-двух километрах от Отроча цепь, почти под прямым углом, поворачивает на запад Лысой горой. Склоны г. Шубы и Лавника до половины снизу покрыты густым орешником, переходящим на горе Лавника в бучак и грабчаки. Вершины этих гор под пашнями. Лысая гора покрыта густым, старым лесом, по преимуществу сосной. От поворота на север начинается полоса бука, сначала низкорослого, потом, на «Гурах» переходящего в мощный буковый лес. Горы обрываются в глубокий извилистый овраг, начинающийся в селе у поворота Лысой горы на север, превращающийся в широкий овраг — «Широкий Выкып». Гора Лавника отделяется от Лысой горы глубоким, каменистым оврагом, где расположены каменоломни. С гор Шубы и Лавника открывается вид на поля и Отроч, скрытый в садах. На западе синеет сосновый лес — Венёвек. С высшей точки Лысой горы, на её повороте, вид на поля и лес, окаймляющий их с севера и запада. Горизонт с гор невелик, так как мешает холмистая местность. С востока над Отрочем господствует Туробинская гора, с которой открывается чудесная панорама Отроча. Весь Отроч виден с птичьего полёта, утопающий в садах, из которых кое-где высовываются соломенные крыши. По Туробинской горе проходит дорога в м. Туробин. Гора покрыта крупным можжевельником. На западном её склоне вдоль оврага растут небольшие сосны. По оврагу проходит тропинка, сокращающая путь из Отроча на вершину горы и выходящая на Туробинскую дорогу. Туробинская гора возвышается не менее чем на 400 м над уровнем моря.
С трёх сторон: с востока, севера и запада Отроч окружён лесами. На востоке лес подходит к самому селу молодым сосняком — Дивчаком. Огибая горы Шубы и Лавник, лес переходит на Лысую гору, спустившись с которой продолжается дальше на запад и дойдя до Винёвца, под прямым углом идёт дальше на юг, доходя до западной окраины села.
На юг и восток от Отроча идут открытые поля. Расстояние от села до опушки леса с севера не превышает 2 км. В двух километрах на юго-восток находится небольшая березовая молодая роща — Заячий лес, принадлежащий д. Хржанову.
Отроч находится на хребте Люблинских гор. Средний уровень гор — 300 метров над уровнем моря, но некоторых местах высота доходит до 350 метров.
Люблинские горы — это сильно пересеченная холмистая местность. Горы сглажены проходившими когда-то ледниками, оставившими следы в виде валунов и округлой формы холмов. Некоторые холмы напоминают окаменевших чудовищ, как, например, холмы вдоль Хржановской дороги на «Копанине».
Основная порода гор в Отроче — опока (кремнистая микропористая осадочная порода), белый камень. Во многих местах в обрывах оврагов находятся в огромном количестве окаменелости и отпечатки вымерших животных и растений. Особенно богат ископаемыми останками глубокий овраг у горы Делы, находящейся в двух-трех километрах на северо-восток от Отроча, невдалеке от полей Примерки. Этот глубокий, заросший кустарником овраг, с высокими обрывами всегда вселял в нас, детей, страх. На дне оврага валялись круглая галька, как у Крымских берегов Чёрного моря, масса кремней, «чортовых пальцев» и щебень опоки. На опоке выделялись окаменевшие рыбки, листья, ракушки, какие-то кости, хвощи, крылышки и т. п., и в огромном количестве. В лесу и кое-где в поле встречались большие валуны. Один из них, в Хржановском лесу, невдалеке от Примерок был размером в небольшую хату. Вообще в этом месте в лесу было очень много валунов.
Самая высокая точка в Отроче «Волчья Яма» — не вершина, а место в северо-восточной части леса, невдалеке от Люблинской дороги. Таким же высоким местом надо считать и точку у «Павловой фигуры», деревянного креста на развилке дорог в Люблин и в село Тарнаву. Это перевал, откуда дорога идет отлого вниз в лес.
Но достопримечательностью отрочских гор является Лысая Гора, расположенная на север от Отроча. Это очень высокая и крутая вершина, заросшая большим смешанным лесом. У поворота горы на север, там, где находится наивысшая её точка, растет уже бук, тогда как к востоку преобладает сосна, так же, как и на её всей вершине. Лысая Гора начинается от дороги на Люблин и тянется на запад километра два, после чего поворачивает почти под прямым углом на север. С поворота на север склоны горы заросли буком, на вершине же преобладают береза и сосна. Место поворота — самая высокая точка горы. Собственно, здесь кончается Лысая Гора, так как западный её склон называется «Гуры». Этот склон высок и необычайно крут, местами почти обрывист и весь зарос грабом и буком. На повороте Лысая Гора не так густо заросла лесом, имеются оголенные небольшие каменистые места.
Чем дальше на восток, тем лес гуще, а склоны более пологи. Через самое пологое и низкое место горы, почти у её начала, проложена тропка, выходящая на вершину к дороге. Подъём здесь не очень крут и проходит преимущественно сосновым лесом, в котором довольно много старых огромных берез. Сосны на Лысой Горе, в том числе и у тропинки, очень велики. Подъём же на повороте горы, в самом высоком её месте, очень труден, тропинки здесь нет. По вершине горы проходит лесная дорога. Лес здесь такой большой и густой, что отсюда ничего не видно, поэтому обзор с горы возможен только с самого высокого её места, с поворота. Западный склон — Гуры, очень крут и сложен из опоки. Покрыт он грабовым и буковым лесом и, чем дальше на север, тем буков все больше и больше, и в Ордынацком лесу (графа Замойского) переходит в сплошной буковый лес.
К северу Лысая Гора, Гуры, постепенно понижаются и превращаются в изрезанное оврагами и холмами место. Лысую Гору огибает овраг, берущий свое начало в Отроче. До поворота горы на север, овраг узок и обрывист, а после поворота превращается в очень широкий овраг «Широкий выкоп», в который выходит много лесных оврагов с отлогими берегами с запада. Правая сторона оврага на всем её протяжении огибает Лысую Гору и только там, где гора постепенно снижается, появляются овраги и с правой стороны (на Гурах).
Лесная дорога здесь спускается в овраг возле «Передней Луки» — лесного луга у подножия горы. В этом месте Лысая Гора — Гуры после пологого снижения разбивается оврагами на части и исчезает, превращаясь в ряд лесных холмов и глубоких оврагов. «Широкий Выкоп» в наиболее широком месте достигает до ста и более метров ширины. Против западного склона Лысой Горы, через Широкий Выкоп, расположен на низине низкорослый, но очень густой еловый, преимущественно, лес — «Прыкыпкы». К северу лес здесь становится реже, деревья крупнее, все более и более преобладает сосна, пока не превратится у «Задней Луки» и Червонной Горы в великолепный мачтовый сосновый лес.
Лысая Гора в наиболее высоком месте достигает не менее 200 метров высоты от её подошвы (350 метров от уровня моря). На южной стороне, за оврагом, начинаются поля — приусадебные полосы. Это пёстрый ковер из делянок ржи, пшеницы, овса, гречихи, проса, ячменя, клевера, картошки. Поверхность со 100—200 метров на юг от Лысогорских оврагов начинает повышаться и превращается в высокую гору, не ниже Лысой Горы. Эта гора не имеет имени. Она закрывает село с севера от холодных ветров. Крестьянские полоски кое-где поднимаются и спускаются очень круто, как, например, наш надел, где северный склон в середине очень круто спускается вниз, «как с крыши». К Лысой Горе примыкает у её начала Гора Лавника, продолжением является Гора Шубы (Шубова Гора). Обе эти горы примыкают к Лысой Горе почти под прямым углом. Они безлесны и только от подошвы по их склонам растут лещина и другие кустарники. На их вершинах находятся поля, кладбище. По их вершине пролегает дорога на Люблин. С этих гор чудесный вид на Лысую Гору, Прыкыпкы, Додаткы и лес за ними и на Отроч. Высота этих гор мало чем ниже Лысой Горы.

## Растительный мир
Основными древесными породами отрочских лесов являются сосна, береза, граб и бук. Ель занимает тоже большое место в растительном мире отрочских лесов, так же, как и осина, но не отдельными массивами, как другие породы, а вперемежку с другими. Сосна растёт везде, но преобладают сосновые массивы на севере и западе от Отроча. Громадная и стройная мачтовая сосна растёт в лесном массиве Червонной горы, Венёвце и в Клетке, особое величественны сосны на Червонной горе, на Лысой горе и на Волчьей яме. Лучшие леса принадлежат «ординации» — лесам графа Замойского. С возвышенных пунктов граница между ординацким лесом и крестьянским ясно видна, благодаря низкорослости последних. Бук начинается к востоку от Широкого Выкыпа (оврага), опоясывающего Лысую гору и её продолжение — Гуры и, как бы являющегося границей между сосновыми и лиственными массивами. Начиная от поворота Лысой горы к северу, появляется уже бук и граб, правда, ещё низкорослый. Чем ближе к границе ординацкого леса, тем бук и граб становятся рослее и гуще, вытесняя другие породы. Весь западный склон хребта Лысой горы и Гур покрыт буком и, отчасти, грабом. Вершина же горы и местность к востоку от неё покрыты смешанным лесом — сосной, березой, можжевельником, но только до границы с ординацким лесом, которая является и южной границей букового и грабового леса, до Березового запуста. Бук на Мазярне (Гуры), в Буковом запусте (заповеднике) и на Пенкаче достигает колоссальных размеров, вернее, «достигал», так как уже перед 1914 годом лесные гиганты насчитывались десятками. О величине отдельных буков можно судить по таким примерам: один бук давал 25 полных подвод дров, те есть не менее 15-20 куб. метров. Отрочаки помнят таких великанов, для охвата которых требовалось от 6-8 человек. В дуплах они, пастухи, часто прятались от дождя. При порубках буков находили скелеты людей. Скелеты принадлежали польским повстанцам, при разгроме спасавшихся от русских солдат в дуплах буков, но не смогших выбраться из них и погибших голодной смертью.
В лесах Отроча встречается явор, ясень, клён, рослый вид можжевельника, калина, дуб (редко), ольха, осина, лиственница («мудрое дерево»), ель, липа, орешник лесной, крушина и др. Из плодовых в Отроче растут: многочисленные виды яблонь и груш, сливы, вишня, черешня и «любашки» — особый, нигде больше не встречающийся вид ни то слив, ни то культивированного терновника. Плод любашки круглый, синевато-фиолетового цвета, немного меньше сливы, сладкий, очень вкусный. Любашка растёт в большом количестве в садах деревцами, величиной в сливовые. Плоды поспевают, как и сливы, к осени и идут в пищу в сыром и варёном виде. В большом количестве её сушат на зиму, а бродячие мастерские перерабатывают любашку в повидло. Черешня растёт громадными, многолетними деревьями, величиной в хороший дуб или липу. Сортов ягод черешен в Отроче очень много — красных, розовых, белых, черных, светло-красных, мелких и величиной в вишню, круглы и продолговатых, сладких, винных, горьковатых, кисловатых, похожих вкусом на виноград.

## Животный мир
Животный мир отрочских лесов уже перед войной 1914 г. был очень беден — «больше охотников чем зверей», как говорили в Отроче. И действительно, охотников развелось так много, что убитый заяц стал чуть ли не событием. Когда-то леса здесь были наполнены зверьем и птицей, и охота всегда давала богатую добычу. Волки были громадным бедствием, но уже лет за 15-20 до первой мировой войны они вывелись, и о них знали только по рассказам стариков. В конце XIX — начале XX века из хищников встречались изредка лиса и мелкие хищники — ласка, куница и какая-то порода дикой кошки, которую в Отроче называли «кашолок». В леса забредали иногда дикие кабаны, на которых велась азартная охота. Серны водились в довольно большом количестве в дебрях буковых и грабовых заповедников; изредка встречались и олени. Барсук тоже перед войной стал довольно редок. Из птиц надо отметить наличие трёх пород диких голубей: «туркавок» (горлиц), «грибнячей» и «плужников». Самый крупный из них «грибняч», гнездящийся большей частью на высоких елях. Грибняч очень пуглив и осторожен. Встречаются вальдшисты, дикие утки, орлики («пуурелкы») и т. д. Отрочские леса богаты птицей, особенно мелкой. На полях много перепелов, коростылей («диркач») и куропаток. Соловей был редко, но в 1913-14 гг. появился в большом количестве.

## Население и обычаи
Перед войной 1914 г. в Отроче насчитывалось около 2500 жителей, исключительно отрочской народности, если не считать одного польского семейства, переселившегося в Отроч в 1914 году.
Отрочаки — среднего роста, темноволосы, чем резко отличаются от окружающего светловолосого польского населения. Есть и светловолосые, но преобладают темноволосые, с карими глазами. Мужчины волосы носили длинные, с пробором посередине. Бороды брили, оставляя только усы. Женщины тоже носили прямой пробор, с красивыми зачесами на обе стороны — «когутами» (петушками). Девушки носили косы. Замужняя женщина и длинных волос не имеет права носить. На свадебном обряде девушка прощается с косой, как символом девичества. Её подстригают и вплетают на голове особый невысокий чепчик «кыбалка». При выходе замуж женщина обязана была остричь косы по особому свадебному обряду и носить волосы подстриженными в скобку.
Одежда отрочаков мало чем отличается от одежды соседей — белая холщёвая рубаха с отложенным воротничком и вырезом спереди до живота и такие же «портки» — штаны. На голове носили высокую барашковую шапку, летом соломенную самодельную шляпу с полями «капелюш», зимой и летом в большом ходу была суконная круглая шапка с дном, на четырёх углах которой были шерстяные шарики тёмно-синего цвета, пятый посередине.
Зимней одеждой служил кожух, расцвеченный по обшлагам и бортам разноцветными тесёмками. Осенней и весенней верхней одеждой служили так называемые «сукманты» — пальто из овечьего сукна. Сукманты точно так же носили красочную расцветку цветными лентами. Летом носили белые полотняные свитки — «пуртянки», из белого холста. На ногах носили сапоги или же легкие самодельные тапочки — «худакы» из конской кожи. Воротник рубахи обычно имел две-три вышитые полоски на крыльях, а у женщины, кроме того, были небольшие вышивки ещё на плечах.
На шее девушки и женщины носили «пацёрки» — мониста, а девушки, кроме того, ещё вплетали в косы разноцветные ленты. Старухи предпочитают белые тона, которые, между прочим, в Отроче являются траурными. Старухи, идя к покойнику, покрывают голову большим, специальным холстом.
Капитализм, проникая в деревню, разрушил натуральное хозяйство и внес элементы городской культуры, в первую очередь, в одежду. Появился городской пиджак и городская кофта. Старинный костюм стал перед войной 1914 г. быстро вытесняться мещанским городским.
Так погиб старинный изумительный по художественной расцветке мужской и женский костюм. Вся эта красота заменилась готовой продукцией фабрик. Старики ещё донашивали старину, но на них уже молодежь смотрела, как на чудаков.
Стала забываться и древняя самобытная песня. На смену ей шли польская частушка — «коломыйка», украинская песня и русская. Замечательная «субытка» сохранилась в памяти только немногих старух.
Во всем великолепии и красоте сохранилась и проявилась самобытная культура Отроча в свадебных и обрядовых церемониях, но и эти остатки старины в последние годы перед войной 1914-18 гг. стали вытесняться упрощенной и банальной культурой местечка.
Весьма интересна и самобытна была и кухня отрочаков. Многое из неё можно почерпнуть далее в книге П.Волынкина, посвященной Отрочу и Большому Вронову Гнезду (это и рождественская кутья и стол, и пасхальные яства). Оригинальна была и «сушына» — смесь сушеных фруктов. Вот примерный состав такой сушыны: «Настоящая отроческая сушына должна быть такая: много черешневых ягод, много „грушок-маслывок“, разные сушеные яблоки, оливки, любашкы и т. п.».
Отрочаки были очень остроумны и любили юмор. Нет ни одного человека в Отроче, которому не прилепили бы к его фамилии ещё и меткого прозвища. Неудивительно, что большое число отрочаков носят наряду с фамилией, ещё и кличку, которая, в некоторых случаях, вытеснет фамилию.
Ниже представлен список фамилий семей Отроча, населявших село на рубеже XIX и XX веков. В скобках указано количество представителей той или иной фамилии:
Адамчик (7), Бак (2), Баран (9), Бирнат (3), Бонк (9), Ваизила (3), Влодарчик (18), Врона (39), Гарщаль (25), Гергель (7), Глина (13), Горбач (47), Данилко (1), Дзала (6), Дзевинский (4), Здыбель (6), Зубко (39), Кашевский (7), Кравчик (7), Куляк (56), Курыло (17), Левчик (42), Мартина (7), Марчак (94), Михаляк (30), Мороз (91), Мочиброда (38), Недбала (19), Павляк (7), Панащик (22), Слабкевич (2), Собчак (6), Сохач (2), Тлучкевич (55), Ходорек (12), Чихирда (5), Штокбреер (1), Шуба (63), Юськевич (35). 